# 比斯喬湖
59°44′33″N 118°50′42″W / 59.74250°N 118.84500°W
比斯喬湖是加拿大艾伯塔省的湖泊，屬於馬更些河流域的一部分，面積413平方公里，是該省第三大湖泊，湖中島嶼面積13平方公里，海拔高度552米。